# Horacio Astudillo de la Vega
Horacio Astudillo de la Vega (Tixtla de Guerrero, México, 1 de junio de 1968) es un médico cirujano, e investigador mexicano enfocado en el desarrollo de pruebas moleculares complejas para el diagnóstico y tratamiento de los diversos tipos de cáncer.

## Biografía
Nació en Tixtla de Guerrero el 1 de junio de 1968. Realizó sus estudios de licenciatura en la Escuela Superior de Medicina del Instituto Politécnico Nacional; obteniendo el título de Médico Cirujano y Partero en 1984. Realizó su Maestría en Ciencias en la especialidad de Genética y Biología Molecular del Centro de Investigación y Estudios Avanzados del IPN (CINVESTAV-IPN) en 1996, y su doctorado en la Escuela Nacional de Medicina y Homeopatía en el 2008.

## Trayectoria
El Dr. Horacio Astudillo de la Vega funge como investigador en el campo de la oncología molecular y genómica personalizada. Actualmente, es investigador del Laboratorio de Investigación Traslacional y Terapia Celular perteneciente al Centro Médico Nacional Siglo XXI del Instituto Mexicano del Seguro Social (IMSS); así como del Centro Alemán de Investigación Oncológica (Deutsches Krebsforschungszentrum)  en la Ciudad de Heidelberg, Alemania, y del Centro Oncológico MD Anderson de la Universidad de Texas como investigador visitante. Es un miembro actual del Sistema Nacional de Investigadores, además de ser consultor para proyectos enfocados en el desarrollo de nuevas moléculas, y nuevos sistemas de detección con biomarcadores moleculares para medicina personalizada.
En el campo empresarial, el Dr. Astudillo ha encabezado la dirección científica y la Presidencia del Consejo Administrativo de Nanopharmacia Diagnóstica: Un laboratorio mexicano enfocado en el desarrollo de pruebas moleculares complejas para el diagnóstico y tratamiento de los diversos tipos de cáncer. Desde junio del 2016, tiene 1 patente a su nombre.

## Afiliaciones
Entre las diversas revistas, sociedades, y comités científicos donde se encuentra afiliado, destacan:
- Miembro del Comité Editorial del Journal of Cancerology (desde 2015).
- Miembro Activo Aliado de la Sociedad Mexicana de estudios Oncológicos (SMeO) (desde 2010).[12]
- Miembro del Comité Editorial de la Gaceta Mexicana de Oncología (desde 2010).
- Miembro Asociado de la European Society for Medical Oncology (ESMO) (desde 2005).
- Miembro activo de la American Society of Clinical Oncology (ASCO) (desde 2004)
- Consultor y Evaluador del Consejo Nacional de Ciencia y Tecnología (CONACYT) (desde 1998)
- Miembro Activo de la New York Academy of Science (desde 1996).

## Premiaciones y reconocimientos
- Premio Nacional en Ciencia y Tecnología de Alimentos de CONCACyT y Fundación Coca-Cola (2016).[13][14]

- Premio Nacional de Investigación en Oncología dada por la Sociedad Mexicana de Oncología México, (SMeO) (2014)

- Premio de Investigación “Dr. Héctor Márquez Monter” de la Sociedad Mexicana de Genética Humana A.C. (2006)

- Premio al mejor Protocolo de Investigación Científica del programa PROGRESA Ely-Lilly de México. (2006)

- Primer Lugar en la Categoría Programa o Cátedra de Estudios Fundación AIDA WEISS México, de la Universidad Nacional Autónoma de México. (1999)

Patentes
- USA, US 2016/0354331 A1, Combination of Metabolic Bio-energetic and Neutra-epigentic regulators Nutraceutical Compounds in conventional and Nanotehcnologies Combination to Revert and Prevent the Chronic Damage Accelerated Cellular Senecence Produced By Diabetes and other Degener, Patente (2016)[11]

## Publicaciones
Dentro de las publicaciones del Dr. Horacio Astudillo de la Vega, se pueden destacar más de 60 artículos en revistas científicas internacionales indexadas, así como 1 libro y 9 capítulos de la especialidad.
Artículos
- Arrieta, O. Cardona, AF. Corrales, L. Campos-Parra, AD. Sanchez-Reyes, R. Amieva-Rivera, E. Rodríguez, J. Vargas, C. Carranza, H. Otero, J. Karachaliou, N. Astudillo-de la Vega, H. Rosell, R. (2015) The Impact of Common and Rare EGFR Mutations in Response To EGFR Tyrosine Kinase Inhibitors And Platinum-Based Chemotherapy In Patients With Non-Small Cell Lung Cancer  LUNG CANCER. Feb;87(2):169-75. doi: 10.1016/j.lungcan.2014.12.009.

- Ramos-Suzarte, M. Lorenzo-Luaces, P. Lazo, NG. Perez, ML. Soriano, JL. Gonzalez, CE. Hernadez, IM. Albuerne, YÁ. Moreno, BP. Alvarez, ES. Callejo, IP. Alert, J. Martell, JA. Gonzalez, YS. Gonzalez, YS. Astudillo-de la Vega, H. Ruiz-Garcia, EB. Ramos, TC. (2012) Treatment of Malignant, Non-Resectable, Epithelial Origin Esophageal Tumours With The Humanized Anti-Epidermal Growth Factor Antibody Nimotuzumab Combined With Radiation Therapy And Chemotherapy.  CANCER BIOL THER. Jun;13(8):600-5. doi: 10.4161/cbt.19849.

- Wong-Baeza, I. Gonzalez-Roldan, N. Ferat-Osorio, E. Esquivel-Callejas, N. Aduna-Vicente, R. Arriaga-Pizano, L. Astudillo-de la Vega, H. Villasis-Keever, MA. Torres-Gonzalez, R. Estrada-Garcia, I. Lopez-Macias, C. Isibasi, A. (2006) Triggering Receptor Expressed On Myeloid Cells (TREM-1) is Regulated Post-Transcriptionally And its Ligand is Present in the Sera of Some Septic Patients.  CLIN EXP IMMUNOL Sep ; 145 (3): 448-55.

- Murillo-Ortiz, B. Astudillo-de la Vega, H. Castillo-Medina, S. Malacara, JM. Benitez-Bribiesca, L. (2006) Telomerase Activity, Estrogen Receptors (α,β), BCL-2 Expression in Human Breast Cancer and Treatment Response.  BMC CANCER, agosto 15;6:206.

- González-Roldán, N. Ferat-Osorio, E. Aduna-Vicente, R. Wong-Baeza, I. Esquivel-Callejas, N. Astudillo-de la Vega, H. Sánchez-Fernández, P. Arriaga-Pizano, L. Villasís-Keever, MA. López-Macías, C. Isibasi, A. (2005) Expression of Triggering Receptor on Myeloid Cell 1 And Histocompatibility Complex Molecules in Sepsis And Major Abdominal Surgery. WORLD J GASTROENTEROL Dic 21;11(47):7473-9.

Libros y Capítulos
- Astudillo-de la Vega, H. Salcedo, M. Franco, C. Gutierrez, F. Mantilla, A. Mondragon, S. Torres, S. Gariglio, P. Benitez, L. IV Reunión Investigación de Cáncer en México, EDICIONES DE BUENA TINTA SA CV, ISBN 968-36-6512-8

- Grande, E. Aparicio, LA.Stem Cells in pancreatic cancer, stem cells in cancer: Should we believe or not?  SPRINGER, p. 12, Guadarrama-Orozco Jorge Alberto, Casarez-Price Juan Carlos, Ruiz-Garcia Erika, Rivera-Rivera Samuel, Astudillo-de la Vega, H. ISBN 978-94-017-8753-6

- De la Garza-Salazar, J. The Molecular Biology of Inflammatory Breast Cancer  INFLAMMATORY BREAST CANCER  SPRINGER, p. 109, Astudillo-de la Vega, H.. Ruiz-Garcia, EB. Juárez-Sánchez, P. Jaime G. De la Garza-Salazar, J. Arrieta-Rodríguez, OG.